# Paweł Passini
Paweł Passini (ur. 30 grudnia 1977), pseudonim Ulisses Ghawdex – polski reżyser teatralny, twórca i dyrektor neTTheatre. Zdobywca Nagrody im. Konrada Swinarskiego dla najlepszego reżysera w sezonie 2012/2013 za przedstawienie Morrison/Śmiercisyn.

## Życiorys
Pochodzi z rodziny o korzeniach bułgarskich, włoskich oraz żydowskich. W 2004 roku ukończył studia na Wydziale Reżyserii Akademii Teatralnej im. Aleksandra Zelwerowicza w Warszawie. Został jednym z prekursorów nurtu teatru interaktywnego w Polsce, w którym – w odróżnieniu od teatru tradycyjnego – wykorzystywane są media. Za swoją działalność Paweł Passini dwukrotnie był nominowany do nagrody Paszport „Polityki”.
Jest działaczem Gminy Wyznaniowej Żydowskiej w Warszawie. Dnia 9 marca 2019 zrezygnował z funkcji wiceprzewodniczącego gminy, w związku z niedopuszczeniem do realizacji sztuki teatralnej pod jego reżyserią, mówiącej o skandalach obyczajowych wśród księży.
W sierpniu 2020 padł ofiarą ataku ze strony środowisk pseudokibicowskich, został okradziony i znieważony wulgarnymi słowami w autobusie miejskim w centrum Warszawy.
W lutym 2021 ukazał się w Dużym Formacie reportaż, którego głównym bohaterem był Passini. Reżyserowi zarzucono, że wyzywał aktorki, zmuszał je do nagości i erotycznych tańców, które nagrywał bez ich zgody. W odpowiedzi na reportaż Passini oświadczył, że  w swoich działaniach kierował się wyłącznie względami artystycznymi, a młode i niedoświadczone aktorki nie zrozumiały specyfiki jego pracy teatralnej. Do głosów krytyki Passiniego dołączyła także Marta Nieradkiewicz, która publicznie przyznała, że doświadczyła przemocy psychicznej i mobbingu ze strony reżysera.

## Spektakle
Do zrealizowanych przez Pawła Passiniego należą następujące spektakle:
- Zbrodnia z premedytacją Witolda Gombrowicza, Teatr Miejski im. Witolda Gombrowicza w Gdyni, premiera 11 marca 2004
- Klątwa Stanisław Wyspiański Teatr im. Jana Kochanowskiego w Opolu, premiera 16 kwietnia 2004[10]
- Dybbuk Teatr Nowy im. Tadeusza Łomnickiego w Poznaniu, premiera 11 grudnia 2004[11]
- Alicja w krainie czarów Lewis Carroll premiera 25 czerwca 2005[12]
- Kordian Juliusz Słowacki Teatr Polski w Warszawie premiera, 18 marca 2006[13]
- Amszel Kafka Tomasz Gwinciński Teatr Polski we Wrocławiu, premiera 14 czerwca 2006[14]
- Szczeźli Tadeusz Kantor Stowarzyszenie Teatralne „Chorea” w Łodzi, 31 stycznia 2007[15]
- Bramy raju. Krucyata dziecięca Jerzy Andrzejewski Studium Teatralne w Warszawie, premiera 12 maja 2007[16]
- Odpoczywanie Teatr Łaźnia Nowa w Krakowie, premiera 28 listopada 2007[17]
- Nic, co ludzkie Artur Pałygaf reżyseria: Passini Paweł,Ratajczak Piotr, Witt-Michałowski Łukasz, Scena Prapremier InVitro w Lublinie, premiera 11 stycznia 2008[18]
- Śpiewając w pustce Antonin Artaud neTTheatre w Lublinie 24 maja 2008[19]
- Tehillim/Psalmy neTTheatre w Lublinie, premiera 14 czerwca 2008[20]
- Hamlet 44 Magda Fertacz, Artur Pałyga premiera 1 sierpnia 2008[21]
- Wszystkie rodzaje śmierci Artur Pałyga Teatr Łaźnia Nowa w Krakowie, premiera 30 stycznia 2009[22]
- U.F.O. Spotykacz Teatr Współczesny w Szczecinie,premiera 22 maja 2009[23]
- Turandot neTTheatre w Lublinie, premiera 16 października 2009[24]
- Osąd. Tryptyk reżyseria: Kalina Jerzy, Passini Paweł, Mądzik Leszek, Wrocławski Teatr Pantomimy im. Henryka Tomaszewskiego we Wrocławiu, premiera 19 marca 2010[25]
- If neTTheatre w Lublinie, premiera 14 maja 2010[26]
- Kabbalah/Kabała premiera 1 września 2010[27]
- Zwierzątka, małe zwierzenia neTTheatre w Lublinie, premiera 7 grudnia 2010[28]
- Yerma Federico García Lorca Akademia Teatralna im. Aleksandra Zelwerowicza w Warszawie, 28 lutego 2011[29]
- Artaud. Sobowtór i jego teatr Teatr Studio im. Stanisława Ignacego Witkiewicza w Warszawie, premiera 19 maja 2011[30]
- re//mix Kukła – Kantor Komuna//Warszawa, premiera 3 lipca 2011[31]
- Słownik chazarski. Dzieci Snów Milorad Pavić eatr im. Jana Kochanowskiego w Opolu, premiera 11 lutego 2012[32]
- Tragedie antyczne Teatr im. Wojciecha Bogusławskiego w Kaliszu, premiera 11 maja 2012[33]
- Kukła. Księga Blasku neTTheatre w Lublinie, premiera 3 sierpnia 2012[34]
- Port Miron Miron Białoszewski premiera 1 września 2012[35]
- Morrison/Śmiercisyn Artur Pałyga Opolski Teatr Lalki i Aktora im. Alojzego Smolki, Opole 1 września 2012[36]
- Mały K Antoine Saint-Exupéry PWST Kraków - Filia we Wrocławiu, premiera 17 kwietnia 2013[37]
- Wanda Sylwia Chutnik, Patrycja Dołowy Narodowy Stary Teatr im. Heleny Modrzejewskiej w Krakowie, premiera 23 czerwca 2013[38]
- Ala ma sen Lewis Carrollf neTTheatre w Lublinie, premiera 2 listopada 2013[39]
- Bramy raju Jerzy Andrzejewski Wrocławski Teatr Współczesny im. Edmunda Wiercińskiego, premiera 22 lutego 2014[40]
- The Hideout/Kryjówka neTTheatre w Lublinie, premiera 20 września 2014[41]
- [ˈdʑadɨ] Adam Mickiewicz Opolski Teatr Lalki i Aktora im. Alojzego Smolki, premiera 14 marca 2015[42]
- Halka Stanisław Moniuszko Teatr Wielki im. Stanisława Moniuszki w Poznaniu, premiera 26 czerwca 2015[43]
- Bieguny Cyprian Kamil Norwid neTTheatre w Lublinie, premiera 29 sierpnia 2015[44]
- Dziady. Twierdza Brześć Akademicki Teatr Dramatyczny w Mińśku, premiera 12 września 2015[45]
- Y Artur Pałyga Teatr Muzyczny Capitol we Wrocławiu, premiera 8 stycznia 2016[46]
- Znak Jonasza Artur Pałyga neTTheatre Lublinie, premiera 4 marca 2016[47]
- Matki Patrycja Dołowy, Teatr Żydowski im Estery Rachel i Idy Kamińskich w Warszawie, premiera 26 maja 2016[48]
- Pudełko. Odczynianie guseł Mirona Białoszewskiego Jacek Kopciński neTTheatre w Lublinie, premiera 31 października 2016[49]
- Dybbuk Artur Pałyga Teatr Polski w Bielsku-Białej, premiera 11 marca 2017[50]
- Panna Nikt Tomasz Tryzna Wrocławski Teatr Współczesny im. Edmunda Wiercińskiego, premiera 20 maja 2017[51]
- Widma Stanisław Moniuszko, Narodowe Forum Muzyki we Wrocławiu, premiera 12 września 2017[52]
- Teraz wszystkie dusze razem PWST Kraków - Filia we Wrocławiu, premiera 29 września 2017[53]
- Hindełe siostra sztukmistrza Patrycja Dołowy Teatr im. Juliusza Osterwy w Lublinie, premiera 16 grudnia 2017[54]
- Zagubiony chłopiec Artur Pałyga Opolski Teatr Lalki i Aktora im. Alojzego Smolki, premiera 17 lutego 2018[55]
- Burza William Shakespeare neTTheatre w Lublinie, premiera 7 września 2018[56]
- Mistrz i Małgorzata Michaił Bułhakow Teatr Ludowy w Krakowie-Nowej Hucie, premiera 8 grudnia 2018[57]
- #chybanieja Artur Pałyga Teatr Maska, w Rzeszowie, premiera 19 maja 2019[58]
- J_d_ _ _ _e. Zapominanie Artur Pałyga Teatr im. Heleny Modrzejewskiej w Legnicy, premiera 25 maja 2019[59]
- Najpiękniejszy Wchód, neTTheatre w Lublinie, premiera 3 grudnia 2021[60]
- Dziady Adam Mickiewicz, Wolni Kupałowcy, neTTheatre w Lublinie, premiera 5 marca 2022[61] Spektakle VR:
- Dionizos 360, neTTheatre w Lublinie, premiera 30 sierpnia 2020[62]
- Ciwszen.../ Na pograniczu światów- hommage dla Szymona An-skiego, neTTheatre w Lublinie, premiera 9 grudnia 2020[63]
- Linia Boczna, Patrycja Dołowy- neTTheatre w Lublinie, premiera 30 stycznia 2020[64]
- Szekspir, Bonaszewski, Passini, Słomiński/ Performance- neTTheatre w Lublinie, premiera 31 stycznia 2020[65]

## Nagrody
- 2013: Nagroda im. Konrada Swinarskiego – za reżyserię "Morrisona/Śmiercisyna" Artura Pałygi w Opolskim Teatrze Lalki i Aktora[66]